# Матица сръбска
Матица сръбска (на сръбски: Матица српска или Matica srpska) е най-старото научно, книжовно и културно дружество в Сърбия със седалище в Нови Сад, Войводина. Популяризира и развива науката, литературата и изкуството.
Основано в Будапеща (в тогавашна Пеща) през 1826 г. по инициатива на Лукиян Мушицки. През 30-те – 40-те години на XIX век се противопоставя на т.нар. Вукова книжовна реформа.